# Цари Сидона

Финикия

Сидон в составе Ассирии (середина VII века до н. э.)

Сидон в составе Ахеменидской державы (около 500 года до н. э.)

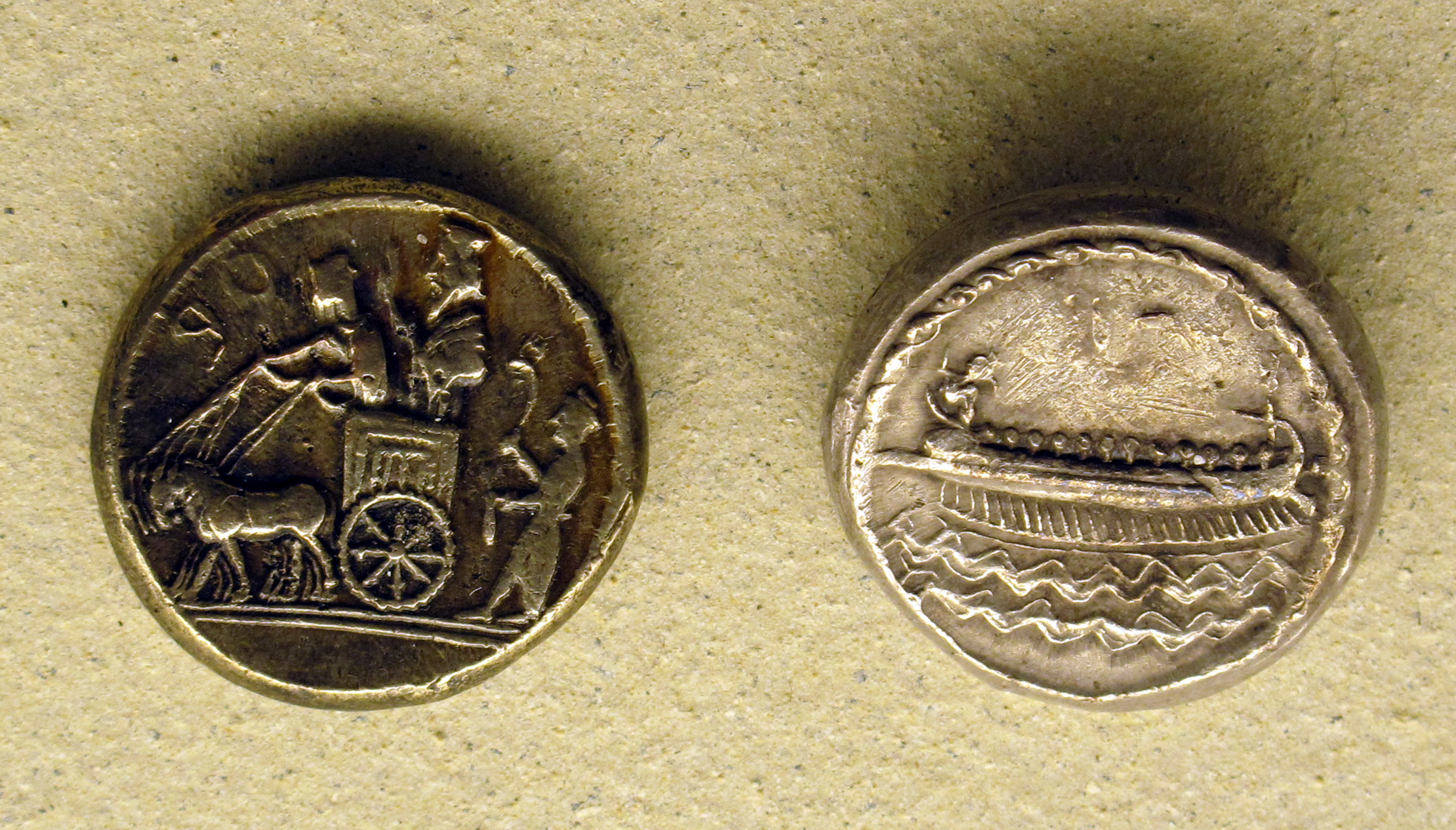
Изготовленная около 354 года до н. э. сидонская октодрахма с изображением военного корабля

Царь Сидона — правитель города и его владений в древности.

О Финикии известно не так много, как о других областях Древнего Ближнего Востока, так как сохранилось очень мало нарративных источников местного происхождения. Бо́льшая часть сведений о финикийских городах-государствах (в том числе, и о Сидонском царстве) находятся в источниках, созданных в соседних с ними землях. Из-за этого политическая история Финикии содержит значительные лакуны, заполняемые данными, сделанными только на основе анализа археологических находок.
Сидон — один из древнейших городов в Финикии. Институт царской власти в нём сформировался не позднее XIV века до н. э. Первые свидетельства о царях Сидона содержатся в письмах из Амарнского архива. К тому времени власть царей Сидона уже распространялась не только на сам город, но и на некоторые соседние земли. По данным из документов Амарнского архива, тогда сидонский правитель Зимрида находился под верховной властью фараона Египта Эхнатона.
Возможно, Сидон был разрушен во время нашествия народов моря, но затем отстроен заново.
Позднее о царях Сидона упоминается в документах из архива в Угарите, но никаких сведений о их правлении не сообщается. Согласно этим историческим источникам, в то время сидоняне уже поддерживали обширную торговлю с городами Месопотамии и Египта. К правлению Тукульти-Нинурты I относятся первые свидетельства о дипломатических связях между Сидоном и Ассирией, а к правлению Тиглатпаласара I — первые известия о получении ассирийцами дани с финикийских городов (в том числе и с Сидона).
В XI веке до н. э. цари Сидона всё ещё находились в подчинении правителей Египта. Однако с ослаблением власти фараонов сидонские властители начали постепенно освобождаться от этой зависимости, как сообщается в «Путешествиях Уну-Амона». В XI веке до н. э. Сидон — наиболее влиятельный из всех финикийских городов-государств, поддерживавший широкие торговые связи не только с Египтом и Месопотамией, но и с Грецией. О «сидонцах» как о термене тождественном всем финикийцам вообще сообщается в трудах Гомера и в Библии.
Однако к IX веку до н. э. Сидон, как и вся Финикия, попал под верховную власть царей Ассирии. Начиная с VIII века до н. э. в анналах регулярно сообщается о сидонских царях, участвовавших в антиассирийских восстаниях. Несколько раз после таких выступлений правители Ассирии отдавали город в управление царям Тира. В трудах современных историков упоминается даже о едином Тиро-Сидонском царстве, первые свидетельства о существовании которого относятся ещё к IX веку до н. э. Вероятно, конец такому объединению двух царств было положено Синаххерибом после подавления восстания царя Элулая. После одного из мятежей, возглавленного царём Абдмилькатом, Сидон в 676 году до н. э. был полностью разрушен, а его владения включены в состав одной из ассирийских провинций. Вероятно, город был восстановлен только в конце VII века до н. э. О сидонских царях снова начинает упоминаться в 590-х годах до н. э., когда те уже находились в зависимости от властителей Нововавилонского царства.
Первая половина V века до н. э. — время расцвета Сидонского царства. Благодаря верности, проявляемой членами основанной Эшмуназором I династии к своим верховным правителям, царям Ахеменидской державы, властители Сидона стали самыми влиятельными из всех финикийских владетелей. При потомках Эшмуназора I сидонские корабли считались лучшими в персидском военном флоте. Цари Сидона покровительствовали морской торговле со странами Средиземноморья, а на полученные средства вели активное строительство в своих владениях.
Однако в IV веке до н. э., после неудачных мятежей Абдастарта I и Табнита II против Ахеменидов, Сидонское царство пришло в упадок. Последние сведения о царях Сидона относятся ко времени войн диадохов.
Список царей Сидона
| Имя                   | Даты правления                              | Основные события правления |
| --------------------- | ------------------------------------------- | --- |
| Яб(п)[…]              | первая половина XIV века до н. э.           | данник Аменхотепа III; упоминается в Амарнских письмах; враждовал с царём Тира по имени …-DI.KUD                                             |
| Зимрида               | вторая половина XIV века до н. э.           | упоминается в Амарнских письмах; сначала данник Эхнатона, потом союзник Абдиаширты и Азиру; вёл войны с Риб-Адди                             |
| Имту                  |                                             | |
| Япа-адад              |                                             | |
| Адад-яшма             |                                             | |
| Аддуму                | XIII век до н. э.                           | |
| Аннива                | XIII век до н. э.                           | сын Аддуму |
| NN                    | конец XII века до н. э.                     | данник Тиглатпаласара I |
| NN                    | 870-е годы до н. э.                         | данник Ашшурнацирапала II; возможно, тождественен царю Тира Итобаалу I                                                                       |
| NN                    | 830-е годы до н. э.                         | данник Салманасара III; возможно, тождественен царю Тира Баалезору II                                                                        |
| Хирам I               | ок. 773—761 годы до н. э.                   | данник ассирийцев |
| Хирам II              | до 733/732 года до н. э.                    | также царь Тира; участник восстания против Тиглатпалассара III; лишён власти над Сидоном ассирийцами                                         |
| Элулай                | 733/732 — ок. 701 годы н. э.                | получил от Тиглатпалассара III сначала Сидон, а затем Тир; участник восстаний против Салманасара V и Синаххериба; лишён власти ассирийцами   |
| Итобаал               | ок. 701—682/680 годы до н. э.               | возможно, также царь Тира |
| Абдмилькат            | ок. 682/680—677 годы до н. э.               | участник восстания против Асархаддона; казнён                                                                                                |
| NN                    | 590-е годы до н. э.                         | вместе с царями Тира, Моава и Аммона восстал против Навуходоносора II (Иер. 27:3)                                                            |
| NN                    | 580-е годы до н. э.                         | данник Навуходоносора II |
| NN                    | 570-е годы до н. э.                         | данник Навуходоносора II; при нём Сидон был разграблен египетской армией фараона Априя                                                       |
| Эшмуназор I           | последняя треть VI — начало V века до н. э. | основал новую династию ; данник Дария I; при нём сидоняне участвовали в подавлении Ионийского восстания и в Греко-персидских войнах          |
| Табнит I (Тетрамнест) | приблизительно до 475 года до н. э.         | сын Эшмуназора I; данник Ксеркса I; участник Саламинской битвы                                                                               |
| Эшмуназор II          | ок. 475—461 годы до н. э.                   | сын Табнита I; родился после смерти отца; умер несовершеннолетним                                                                            |
| Бодастарт             | 460-е — 450-е годы до н. э.                 | возможно, родственник своих предшественников на престоле                                                                                     |
| Йатанмилк             | середина V века до н. э.                    | сын Бодастарта |
| Баалшалим I           | ок. 450—440/424 годы до н. э.               | сын Йатанмилка |
| Абдемон               | ок. 440/424—404 годы до н. э.               | сын Баалшалима I |
| Баана                 | ок. 404—401 годы до н. э.                   | сын Абдемона |
| Баалшалим II          | ок. 401—365 годы до н. э.                   | сын Бааны |
| Абдастарт I           | ок. 365—355/352 годы до н. э.               | сын Баалшалима II; данник Артаксеркса II; участник антиперсидского восстания; возможно, последний царь из династии, основанной Эшмуназором I |
| Табнит II             | ок. 355/352—347/345 годы до н. э.           | участник восстания против Артаксеркса III; казнён                                                                                            |
| Эвагор                | 347/345—342 годы до н. э.                   | сначала царь Саламина Кипрского, затем персидский сатрап с полномочиями сидонского царя                                                      |
| Абдастарт II          | 342—332 годы до н. э.                       | сын Табнита II; данник Артаксеркса III, Арсеса и Дария III; при поддержке македонян изгнан жителями Сидона                                   |
| Абдалоним             | последняя треть IV века до н. э.            | данник Александра Македонского |
| Филокл                | 287—262/261 годы до н. э.                   | участник войн диадохов; данник Птолемея I Сотера; последний известный царь Сидона                                                            |

## Комментарии
1. ↑  По вопросу о точных датировок правлений царей Сидона из династии Эшмуназора I среди востоковедов нет единого мнения. Существует предположение, что правления царей этой династии надо относить к более раннему времени. Согласно сторонникам этой гипотезы, Эшмуназор I правил во второй четверти VI века до н. э., Табнит I — во второй и третьей четвертях VI века до н. э., Эшмуназор II — в третьей четверти VI века до н. э., Бодастарт — в последней четверти того же века, а Йатанмилк — в конце VI века до н. э. или в начале V века до н. э. Также предполагается, что Табнит I и Тетрамнест — два разных сидонских царя[15].